# Chotěboř
Chotěboř (německy Chotieborsch) je město v okrese Havlíčkův Brod v Kraji Vysočina, přibližně 14 kilometrů severovýchodně od Havlíčkova Brodu. Východně od Chotěboře protéká řeka Doubrava. Rozkládá se (včetně místních částí) na 5 405 hektarech v nadmořské výšce 515 metrů. Žije zde přibližně 9 100 obyvatel. Historické jádro města je městskou památkovou zónou.

## Historie
Město se rozkládá na západním okraji Českomoravské vrchoviny v oblasti s nalezišti stříbrné a uranové rudy. V těchto místech se nacházela odbočka z Libické stezky (Čáslav – Žďár nad Sázavou) směrem na Smilův Brod. Původní osada s kostelíkem zde stála už ve 12. století. Název obce se odvozuje od Chotěborova dvorce, pravděpodobně šlo o Chotěbora ze Vchynic.
První doložená písemná zmínka je z roku 1265, kdy majitel panství Smil z Lichtenburka věnoval kapli svatého Jakuba Většího klášteru ve Žďáru nad Sázavou. Úspěšná těžba vedla k rozvoji osady a posléze i povýšení na městečko v roce 1278 za vlády krále Přemysla Otakara II. Český král Jan Lucemburský městečko roku 1329 koupil a v roce 1331 ho udělením jihlavského městského práva povýšil na město. Za vlády jeho následovníka Karla IV. byl v roce 1350 Chotěboři udělen městský znak (znak zemí Koruny české) a v roce 1356 povolení vybudovat hradby. Jako věnné město českých královen[zdroj?] byla Chotěboř v majetku královského rodu až do roku 1393.
Pohnutou historii zažili místní občané za husitských válek. Nejprve město v lednu 1421 dobyl a poškodil táborský kněz Petr Hromádka z Jistebnice. Brzy ale město oblehlo katolické vojsko a místní husitská posádka se 2. února 1421 vzdala za příslib volného odchodu. Obléhatelé ale slovo nedodrželi a 300 zajatců upálili ve stodole. Tragickou událost připomíná malý pomníček.

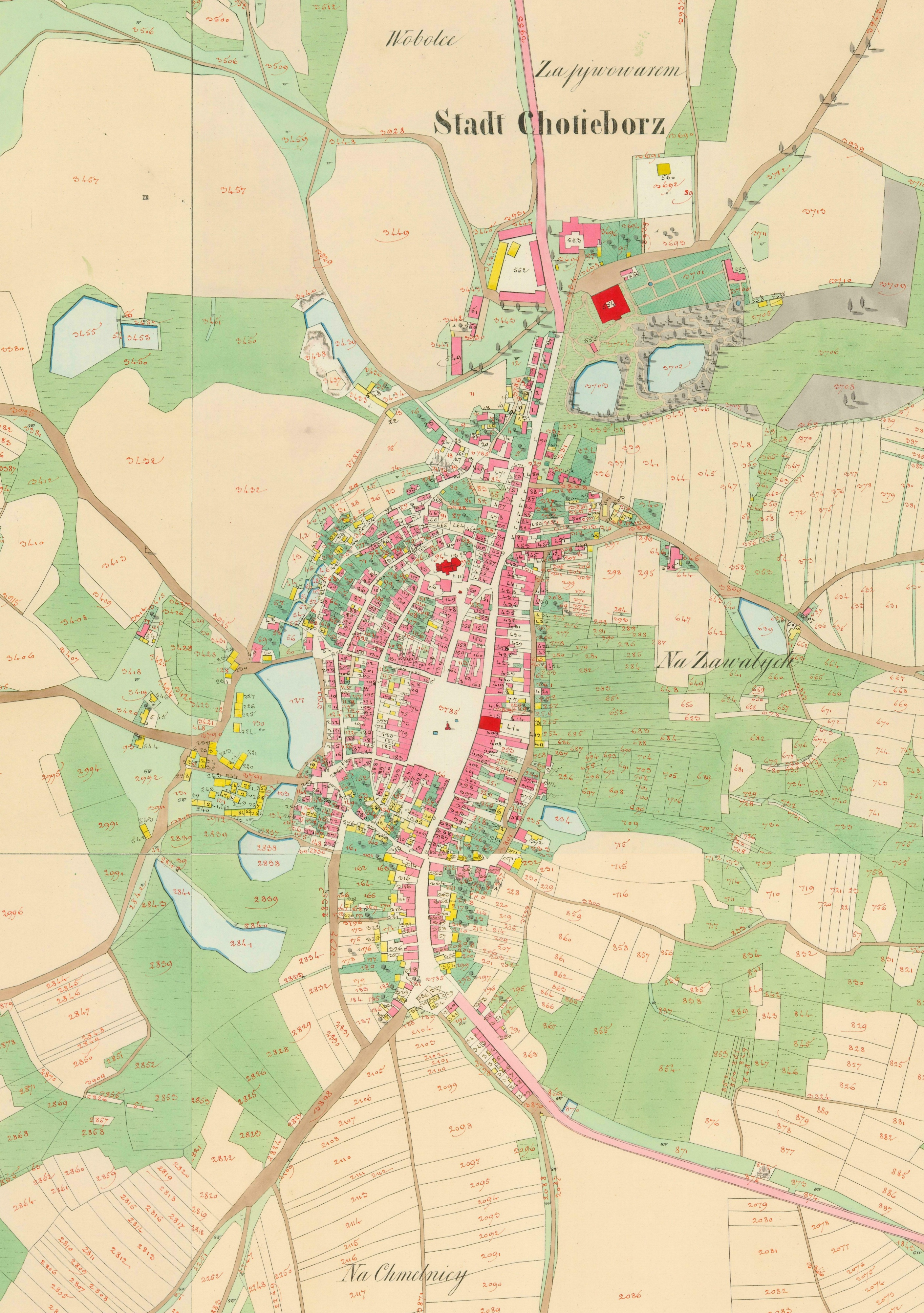
Chotěboř na císařských otiscích stabilního katastru 1838

Rozkvět města nastal za vlády Trčků z Lípy, kteří město vlastnili v letech 1497–1634, kdy za třicetileté války upadli u císaře Ferdinanda II. v nemilost a panství jim bylo zabaveno. Chotěboř byla poté darována Jaroslavu Sezimovi Rašínovi z Rýzmburka, když ochotně vyzradil jednání Albrechta z Valdštejna se Švédy. Sezima byl dokonce v roce 1638 povýšen do panského stavu. V témže roce zemřel a chotěbořského panství se ujal jeho syn Rudolf Karel Rašín, který se snažil z města vyždímat co nejvíce. Do té doby dávala Chotěboř ročně své vrchnosti 73 kop míšeňských, ale to mu bylo málo. Nespokojenost měšťanů, ale i poddaných vůbec, nevznikala pro již dříve stanovené platby a povinnosti, ale pro jejich neúměrné a nebo lstí provedené zvýšení. Chotěbořští proto vstoupili s Rašínem „ve spor“. Rudolf Karel Rašín však zvýšil své požadavky v jiném směru – nutil měšťany odebírat pivo jen z jeho pivovaru. Rašín také zabíral pozemky měšťanům a vyměňoval je za horší a méně výnosné. Stížnosti z Chotěboře došly až na místodržitelství a usmíření měli vyjednat v roce 1657 dva královští komisaři, pochopitelně šlechtici. Kompromis nebyl tak pro Chotěboř příliš výhodný, město se muselo nakonec přece jen zavázat, že z panského pivovaru odebere 150 sudů piva, tj. asi 340 hektolitrů. Z každého vyšenkovaného vědra vína (56,6 litrů) muselo zaplatit 20 krejcarů. Rudolf Karel Rašín žil na zámku v přepychu, vydržoval si dokonce osm děvčat, dva kuchaře, celkem 15 sluhů. Vizitační komise v roce 1654 zjistila, že Chotěboř má 700 obyvatel, kteří svým dílem přispívali k blahobytu zámeckého aristokrata. Zámek – viz níže.
Stejně jako z okolních vesnic Skryje, Podmoky aj. odcházeli do exilu v době pobělohorské i tajní nekatolíci z Chotěboře. Do pruského Slezska prokazatelně uprchl Matěj Sequens, soukenický tovaryš. Dne 11. února 1776 se oženil v Münsterbergu, kde se později stal měšťanem, soukeníkem a starším českého sboru.
Rozvoj města v 19. století ovlivnily i požáry v roce 1800 a zejména v roce 1832, kdy byla zničena většina domů na náměstí, vnitřní město i předměstích. Nové kamenné domy už neměly podloubí a byly také pobořeny i zbylé brány, poslední pozůstatky středověkého opevnění. Po bouřlivých událostech v polovině 19. století a následných reorganizacích byl v roce 1849 zřízen Okresní soud v Chotěboři, spadající pod Krajský soud v Kutné Hoře. V roce 1850 pak vzniklo i Okresní hejtmanství pro soudní okresy Chotěboř a Habry.
Bohatý byl i kulturní a společenský život té doby. Nevyhovující dvojtřídní a později čtyřtřídní škola byla přemístěna do nové budovy (základní kámen položen 1865, výuka od roku 1869), později je následovala chlapecká (1876) a dívčí (1890) měšťanská škola, gymnázium (založeno roku 1913, ve vlastní budově od roku 1920), střední zemědělská technická škola (1960) – dnes obchodní akademie a vyšší odborná škola. Postupně vznikaly i různé spolky – dodnes existující Smíšený pěvecký sbor Doubravan (1862), divadelní spolek Palacký (1869–1914), sbor dobrovolných hasičů (1878), sokolská jednota (1882), městské vlastivědné muzeum (1885) aj.
Smutnou kapitolou v historii města byl konec druhé světové války. Dne 5. května 1945 obsadili povstalci město, odzbrojili místní německý oddíl a následně pak převzali i muniční sklad v nedalekém Bílku. Odtud pak byla vypravena dvě auta s mužstvem proti německým oddílům v oblasti Ždírce a Krucemburku. Nedaleko Sobíňova ale narazili na velký německý transport. Došlo k přestřelce s tragickými následky – 29 padlých Čechů a 7 raněných. Německé jednotky pak obsadily město a krutě se mstily až do 9. května, kdy se začaly přesouvat směrem na Čáslav.
Od roku 1961 sem jako místní část přísluší Bílek.

## Obyvatelstvo
| Rok            | 1869  | 1880  | 1890  | 1900  | 1910  | 1921  | 1930  | 1950  | 1961  | 1970  | 1980  | 1991  | 2001  | 2011  | 2021  |
| -------------- | ----- | ----- | ----- | ----- | ----- | ----- | ----- | ----- | ----- | ----- | ----- | ----- | ----- | ----- | ----- |
| Počet obyvatel | 3 768 | 3 812 | 3 503 | 3 944 | 4 382 | 4 542 | 4 381 | 4 686 | 5 754 | 6 298 | 7 779 | 7 845 | 8 513 | 8 513 | 7 540 |
| Počet domů     | 480   | 477   | 452   | 502   | 519   | 570   | 687   | 909   | 1 037 | 1 041 | 1 225 | 1 428 | 1 521 | 1 611 | 1 611 |

## Obecní správa

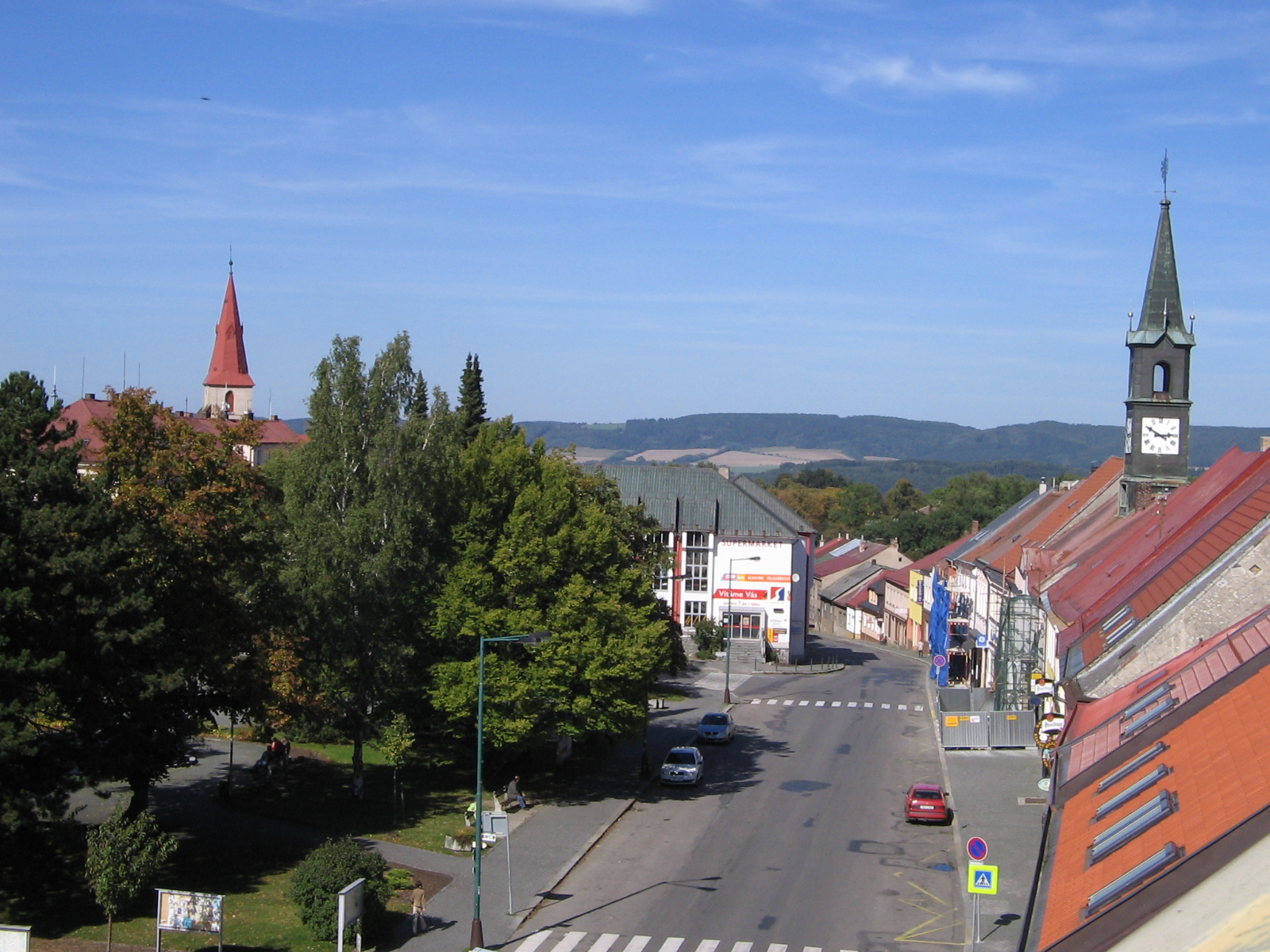
Pohled na náměstí (v pozadí hřbet Železných hor)

### Části města
- Bílek
- Dobkov
- Chotěboř
- Klouzovy
- Počátky
- Příjemky a jejich součást Marieves
- Rankov
- Střížov
- Svinný  s osadou Čapkovy Domky

Od 30. dubna 1976 do 23. listopadu 1990 k městu patřil i Nejepín a od 1. ledna 1989 do 23. listopadu 1990 také Nová Ves u Chotěboře.

## Školství
V roce 2014 došlo ke sloučení dvou škol s podobným zaměřením v Chotěboři, a to Vyšší odborné školy a Obchodní akademie Chotěboř a Středního odborného učiliště technického, Chotěboř. Nově sloučené školy používaly název Vyšší odborná škola, Obchodní akademie a Střední odborné učiliště technické Chotěboř. V roce 2024 byla škola společně se zrušením vyšší odborné školy změněna na Střední školu technicko-ekonomickou Chotěboř.
- Mateřská škola Chotěboř (skládá se ze tří zařízení: na ul. Březová, Svojsíkova a Na Chmelnici)[12]
- Základní škola Chotěboř Buttulova[12]
- Základní škola Chotěboř Smetanova[12]
- Základní umělecká škola Chotěboř[12]
- Základní škola a Praktická škola Chotěboř[12]
- Gymnázium Chotěboř[12]
- Základní umělecká škola[12]
- Střední škola technicko-ekonomická Chotěboř

## Kultura
Od roku 1996 je Chotěboř hostitelem festivalu sci-fi, fantasy a her s názvem Festival fantazie, který začátkem července přiláká do Chotěboře na tři tisícovky fanoušků z celé České republiky i okolí.

### Sport
- Lyžařský areál Svatá Anna
- Zimní a letní stadion

## Hospodářství
Po hospodářské stránce byla Chotěboř po dlouhou dobu zemědělským městem. Postupnému rozvoji průmyslu (především textilní a dřevozpracující) napomáhalo mj. i založení pošty (1850), která zajišťovala přepravu cestujících i zásilek koňskými potahy (do Golčova Jeníkova a Hlinska), vybudování silnice do Německého Brodu (1868), dokončení železniční trati Německý Brod–Rosice nad Labem (1871), zprovoznění městské elektrárny (1911) a zavedení autobusových linek (1923).
Největší textilní továrna byla továrna Antonína Klazare, kde se vyráběly koberce. V roce 1936 tuto továrnu koupil Vilém Eckhardt, který z Prahy do Chotěboře přestěhoval výrobu filtrů pro plynové masky. Spolu s ním do Chotěboře přešlo padesát dělníků. Firma prosperovala, exportoval do Francie a Jugoslávie. V roce 1939 ve firmě již pracovalo 732 zaměstnanců. Během druhé světové války zde pracovalo 2515 dělníků, kteří převáženě vyráběli plynové masky. Po válce byla továrna znárodněna a přejmenována na Chotěbořské kovodělné závody, ale pan Eckhardt zůstal ve vedení firmy až do roku 1948. V roce 1949 byl držen ve vyšetřovací vazbě, po propuštění emigroval. Od padesátých let továrna vyráběla stroje pro potravinářský průmysl (např. pro mlékárny a pivovary). Od roku 1968 se továrna nazývala Chotěbořské strojírny.
Z novodobých průmyslových podniků stojí za zmínku Závody elektrotepelných zařízení (ZEZ) Praha, jejichž pobočný závod se v Chotěboři zabýval výzkumem a vývojem středofrekvenčních indukčních ohřívačů pro kovárny a průmyslových manipulačních robotů (dnes Roboterm). V letech 1955–1959 probíhala v okolí nedalekého Horního mlýna těžba uranových rud. Pozdější geologické průzkumy v 90. letech 20. století potvrdily nerentabilnost a k obnovení těžby nedošlo. V roce 2009 zahájil provoz nově vybudovaný Pivovar Chotěboř.

## Pamětihodnosti

### Zámek
Z původního sídla majitelů chotěbořského panství (tvrze) se do dnešních dnů nedochovalo nic. V době, kdy byla Chotěboř v majetku českých králů, a i v pozdějším období, kdy její vlastníci byli představitelé zámožnějších rodů, nebyla využívána jako sídlo majitele, ale především k hospodářsko-správním účelům. Jako sídlo sloužila pak ještě krátce v 17. století chudému rodu Rašínů. Po smrti posledního z nich roku 1660 tvrz chátrala a pravděpodobně byla zničena požárem roku 1692. Další majitel (Vilém Leopold Kinský) se pak rozhodl postavit na místě zničené tvrze nové honosnější sídlo – dnešní zámek. Umístění původní tvrze není spolehlivě doložitelné, ale podle archeologických průzkumů lokality stojí zámek pravděpodobně přímo na jejich základech. Léta, kdy stavba probíhala, se dají určit jen z chronogramů Magno trIno DeoConseCrat (=1701) a Magno Deo CapeLLa Ista ornata est (=1701) v portálu zámecké kaple Nejsvětější trojice a podle letopočtu MDCCII (=1702) v portálu hlavního průčelí. Stavba je převážně ve stylu raného baroka a má podobu čtyřkřídlé jednopatrové budovy s uzavřeným nádvořím.
Další majitelé se rychle střídali. V roce 1836 pak panství přešlo sňatkem do rukou Dobřenských z Dobřenic. Za jejich vlády byla provedena přestavba části prvního patra do novorenesančního stylu (1865–1870), zřízení rozsáhlého anglického parku se vzácnými dřevinami (1870–1875) a dále pak rekonstrukce po požáru z 25. února 1927. Dobřenští vybudovali i rodinný hřbitov, vzdálený asi 1 km od zámku.
Poslední majitelé (Jan Maxmilián Dobrzenský a jeho žena Leopoldina rozená Lobkowiczová) v roce 1948 odešli do Kanady a zámek převzal stát. Po roce 1948 se využívání zámku měnilo (byty, hudební škola, jídelna státního statku), takže z původního mobiliáře se mnoho nedochovalo. Od roku 1952 je zámek sídlem Městského muzea, které si ho v roce 1966 převzalo do správy a nechalo provést nutné opravy. V těch pak pokračovali Dobřenští, kterým byl zámek 15. července 1992 vrácen. Od roku 2018 je z rozhodnutí majitele uzavřen zámecký park pro veřejnost. Muzeum zde sídlilo do konce roku 2019.

### Další pamětihodnosti

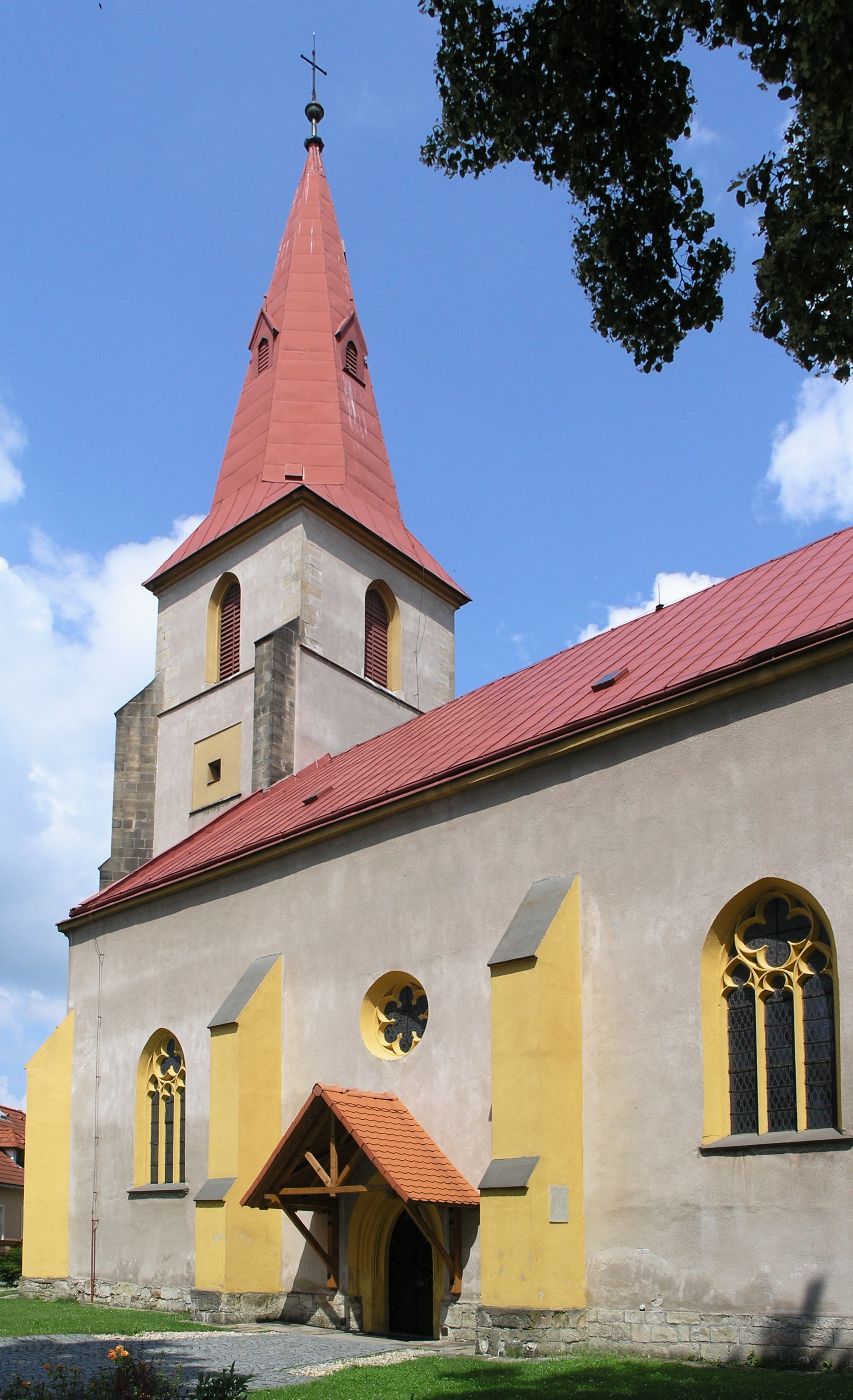
Kostel svatého Jakuba Většího

- Přírodní památka Písník u Sokolovce nad údolím řeky Doubravy
- Přírodní rezervace Údolí Doubravy – mezi Bílkem a Chotěboří
- Vyhlídky na Doubravu – Sokolohrady a Čertův stolek
- CHKO Železné hory – hraničící s Chotěboří
- Přírodní rezervace Niva Doubravy – mezi Bílkem a Sobíňovem
- Přírodní rezervace Mokřadlo – u Hařilovy Lhotky katastr Bezděkov
- Přírodní rezervace Zlatá louka – u obce Podmoklany, Sloupno a Bezděkov.
- Do nejsevernější části katastrálního území města zasahuje část přírodní rezervace Svatomariánské údolí.
- Židovský hřbitov v Chotěboři
- Pamětní deska Jaroslavu Kyselovi na rodném domě[16]
- Pamětní deska nespravedlivě odsouzeným chotěbořským soudem v Obchodní akademii[17]
- Kostel svatého Jakuba Většího
- Kaple Povýšení svatého Kříže
- Kaple svaté Anny
- Věžový vodojem jihovýchodně od města

## Doprava

### Dopravní síť
- Pozemní komunikace – Ve městě se stýkají silnice II/344 (Havlíčkův Brod – Chotěboř – Horní Bradlo – Hodonín) a II/345 (Golčův Jeníkov – Chotěboř – Ždírec nad Doubravou). Dále odsud vychází silnice II/346 do Leštiny u Světlé a II/351 do Dalešic přes Přibyslav a Třebíč.
- Železnice – Městem prochází jednokolejná neelektrizovaná železniční trať Pardubice – Havlíčkův Brod, která je součástí celostátní dráhy. Doprava zde byla zahájena roku 1871.

### Autobusová doprava
Chotěboř protíná zhruba dvacítka autobusových linek, z nichž většina zajišťuje spojení s ostatními městy a obcemi v kraji. Zastávku zde má také dálková autobusová linka Hradec Králové – Pardubice – Chotěboř – Havlíčkův Brod – Humpolec – Pelhřimov – Jindřichův Hradec – České Budějovice.

### Železniční doprava
Železniční stanici Chotěboř obsluhují každé dvě hodiny osobní nebo spěšné vlaky v trase Pardubice hl. n. (respektive Pardubice centrum) – Hlinsko v Čechách – Havlíčkův Brod, ve špičkách pracovních dnů pak každou hodinu.

## Osobnosti
- Jan Antonín Mareš (1719–1794), český hudebník, konstruktér, vynálezce, violoncellista a hornista
- František Buttula (1820–1886), violoncellista, sbormistr a hudební pedagog, Buttulův rodný dům čp. 194 je kulturní památkou
- František Sláma (1850–1917), slezský buditel, spisovatel a politik
- Josef Hubáček (1850–1900), český novinář a satirický básník
- Ignát Herrmann (1854–1935), český spisovatel, humorista a redaktor
- František Xaver Boštík (1883–1964), básník, spisovatel, fotograf
- Jindřich Prucha (1886–1914), malíř
- Zdenek Rykr (1900–1940), malíř, ilustrátor, žurnalista
- Josef Toufar (1902–1950), umučený kněz, maturoval na chotěbořském gymnáziu
- Vilém Eckhardt (1907–1991), zakladatel Chotěbořských strojíren
- Miloslav Zatřepálek (1908–1956), zpravodajský důstojník čs. armády; za protektorátu zapojen do domácího odboje v Obraně národa
- Pavel Křivský (1912–1989), archivář, historik, skaut, kněz, řeholník
- Karel Vykoukal (1916–1942), válečný letec[18]
- Jaroslav Steigerwald (?–1959), významný český židovský entomolog, preparátor a rodák z Chotěboře. Narozen v Rakousku-Uhersku, jeho dědeček byl vážený pražský radní[zdroj?]
- Jan Doležal (1923–1981), analytický chemik. Od roku 1949 působil na Přírodovědecké fakultě University Karlovy v Praze, v roce 1968 byl jmenován profesorem.[19][20]
- Miroslav Parák (1940–2003), malíř, žil a tvořil na Chotěbořsku a v Železných horách
- Petr Hájek (1944–2018), skaut, spisovatel, pedagog
- Petr Musílek (1945–2020), spisovatel
- Bohuslav Šťastný (* 1949), hokejista
- Antonín Krajina (* 1958), lékař, odborník v oboru radiodiagnostika a intervenční neuroradiologie působící na Lékařské fakultě v Hradci Králové (UK)
- Stanislav Pavlíček (* 1974), historik, překladatel z angličtiny, učitel angličtiny a člen zastupitelstva
- Jan Daniel Bláha (* 1981), kulturní geograf, antropolog a kartograf
- Tomáš Zohorna (* 1988), hokejista
- Hynek Zohorna (* 1990), hokejista
- Gabriela Lašková (* 1990), modelka, moderátorka a Česká Miss roku 2013
- Matěj Vydra (* 1992), fotbalista
- Radim Zohorna (* 1996) – hokejista

### Účastníci Olympijských her
- Bohuslav Šťastný (* 1949), ZOH 1972 a ZOH 1976 (hokej)
- František Šulc (* 1950), LOH 1976 (házená)
- Tomáš Zohorna (* 1988), ZOH 2018 (hokej)[21]

## Zajímavosti

### Chotěboř ve filmu
- Přežili Osvětim 1. a 2. díl - filmový historický dokument Velké Británie z roku 2020 se zmínkou o transportu členů  židovské komunity z Chotěboře,  konkrétních obyvatel města a to  rodiny Davida, Bergera a Jakoba Heislerových.
- Zrádce národa v Chotěboři – filmový dokument natočený v roce 1993 v Krátkém filmu Praha (režie Jaroslav Hovorka). Zachycuje neznámou epizodu ze života Jaroslava Haška a vzpomínky bratří Kubánků posledních žijících pamětníků této události. Zážitky z této návštěvy byly Haškovi inspirací k sepsání čtyř povídek, které ve filmu inscenovali chotěbořští ochotníci.[22]

## Partnerská města
- Spišské Vlachy, Slovensko
- Tiszafüred, Maďarsko
- Ťačiv, Ukrajina